# HD216608
HD216608 — подвійна зоря. 
Ця подвійна система має видиму зоряну величину в смузі V приблизно 6,0.
Вона розташована на відстані близько 169,7 світлових років від Сонця.

## Подвійна зоря
Головна зоря цієї системи належить до хімічно пекулярних зір й має спектральний клас A2.
Інша компонента має  спектральний клас F3.

## Фізичні характеристики
Зоря HD216608 обертається 
досить швидко 
навколо своєї осі. Проєкція її екваторіальної швидкості на промінь зору становить  Vsin(i)= 55км/сек.